# Peder Elias
Peder Elias Eriksrud Kjørholt (* 1997) ist ein norwegischer Sänger und Songwriter, der unter dem Namen Peder Elias auftritt. Er erlangte insbesondere im asiatischen Raum Bekanntheit.

## Leben
Kjørholt stammt aus Trondheim. Seine aktive Musikkarriere begann er im Jahr 2018, als er erste Lieder veröffentlichte. Kurz vor Beginn der COVID-19-Pandemie verbreitete sich sein Lied Bonfire in Südkorea. Zu Beginn der Pandemie steuerte er bei einem im Internet ausgestrahlten südkoreanischen Festival einen Auftritt bei.
Im April 2022 gab er sein Debütalbum Love & Loneliness heraus. Im selben Monat gab BTS-Mitglied Jung Kook auf Instagram an, dass das Lied Loving You Girl zu seinen Lieblingsliedern zähle. Bei dem Lied handelt es sich um eine Coverversion des gleichnamigen Liedes der norwegischen Band Opus X, die Kjørholt gemeinsam mit Hkeem im Mai 2021 herausgab. Das Lied stieg in die koreanischen Musikcharts ein.
Im November 2022 gewann er beim südkoreanischen Musikpreis Genie Music Awards in der Kategorie „Best Pop Artist“. Im Jahr 2023 veröffentlichte er gemeinsam mit der Untergruppe BSS der südkoreanischen Boyband Seventeen die Single 7PM. Auch mit dieser konnte er in die koreanischen Charts einsteigen. Für seine internationalen Erfolge im Musikjahr 2022 erhielt er beim norwegischen Musikpreis Spellemannprisen 2022 eine Auszeichnung. Im März 2024 kam sein zweites Album heraus, Youth & Family.

## Stil
Janne Monsen Tveit beschrieb in einer Rezension für den norwegischen Radiosender NRK P3 die Musik von Kjørholt als „reduzierten und unkomplizierten Gitarrenpop“. In seinen Liedern verwendet er häufig Melodien und Texte aus Kinder- und Wiegenliedern, wie etwa von Twinkle, Twinkle, Little Star und Row, Row, Row Your Boat, wieder.

## Auszeichnungen
- 2022: „Best Pop Artist“, Genie Music Awards 2022
- 2022: „Internationaler Erfolg des Jahres“, Spellemannprisen 2022[10]

## Diskografie

### Alben
- 2022: Love & Loneliness
- 2024: Youth & Family

### Singles
| Jahr | Titel Album | Höchstplatzierung, Gesamtwochen, AuszeichnungChartsChartplatzierungen (Jahr, Titel, Album, Platzierungen, Wochen, Auszeichnungen, Anmerkungen) | Anmerkungen                                                           |
| Jahr | Titel Album | NO | Anmerkungen                                                           |
| ---- | ----------- | --- | --------------------------------------------------------------------- |
| 2024 | Who I Am –  | NO18 (5 Wo.)NO | Erstveröffentlichung: 4. Januar 2024 mit Alan Walker und Putri Ariani |

Weitere Singles
- 2018: Simple
- 2018: Vultures
- 2019: Good for You
- 2019: Favourite Regret (feat. Sval)
- 2019: Bonfire
- 2019: Different
- 2020: Sharper (mit Zikai)
- 2020: Back in the Game
- 2020: Care Less (mit TRXD)
- 2020: Easy
- 2020: Friend Zone
- 2020: Home
- 2021: Best Friend
- 2021: Loving You Girl (mit Hkeem)
- 2021: Hide and Seek
- 2021: A New Beginning (mit KEiiNO)
- 2022: When I’m Still Getting Over You (mit Paige)
- 2022: Roses
- 2022: Darling (mit Suran)
- 2022: Lighthouse
- 2022: Tell a Son
- 2023: 7PM (mit BSS)